# Lendvai Ernő
Lendvai Ernő (Kaposvár, 1925. február 6. – Budapest, 1993. január 31.) magyar zenetörténész, zenetudós, egyetemi tanár. A zenetudományok doktora (1987). Tusa Erzsébet (1928–2017) zongoraművész férje. A tengelyrendszer összhangzattani modell kidolgozója.

## Életpályája
1943-ban jogi tanulmányokat kezdett Budapesten. 1949-ben végzett a Liszt Ferenc Zeneművészeti Főiskola hallgatójaként; Kósa György és Antal István oktatták.
1949-ben egy szombathelyi zeneiskola vezetője volt, ahol felesége is tanított. 1954-től Győrben, 1957–1960 között Szegeden tanított. 1954–1956 között és 1973–1983 között a Zeneakadémia oktatója. 1960–1965 között a Magyar Rádió zenei rendezőjeként dolgozott. 
1965-től a Művelődéskutató Intézet főmunkatársa volt. 1985-ben nyugdíjba vonult. 1986-ban doktorált. 1992-ben Széchenyi-díjat kapott.
Többek között Bartók Béla, Kodály Zoltán, Richard Wagner, Giuseppe Verdi, Wolfgang Amadeus Mozart és mások műveinek átfogó összhangzattani elemzéseit publikálta, amelyek eredményeivel a tengelyrendszer összefüggéseit is alátámasztotta. 

## Művei
- Bartók stílusa a "Szonáta két zongorára és ütőhangszerekre" és a "Zene húros-, ütőhangszerekre és celestára" tükrében; Zeneműkiadó, Budapest, 1955
- Bartók dramaturgiája. Színpadi művek és a Cantata profana; Zeneműkiadó, Budapest, 1964
- Toscanini és Beethoven. A 7. szimfónia rekonstrukciója; Zeneműkiadó, Budapest, 1967
- Bartók költői világa; Szépirodalmi, Budapest, Kiadó, (Műhely)
- Bartók és Kodály harmóniavilága (Budapest, 1975)
- Polimodális kromatika; Népművészeti Intézet–Kodály Zenepedagógiai Intézet, Bp.–Kecskemét, 1980 (Kodály szeminárium)
- The Workshop of Bartók and Kodály (1983)
- Verdi és a 20. század: A Falstaff hangzás-dramaturgiája (Budapest, 1984)
- Verdi and Wagner (1988)
- Szimmetria a zenében; vál., szerk. Szabó Miklós, Mohay Miklós; Kodály Intézet, Kecskemét, 1994
- Bartók költői világa (1995)
- A műalkotás egysége Verdi Aidájában; magánkiad., Budapest, 2002

## A tengelyrendszer
A tengelyrendszer összhangzattani modellje a tizenkét fokú zenei hangsor hangjaiból és harmóniából építkező zenei folyamatok törvényszerűségeit fogalmazza meg. A modell alapja a kvintkör és az úgynevezett tengelyek, amelyek a három zenei funkciót – tonika, szubdomináns, domináns – képezik le. 
Az egyik fontos alapvetése a tengely-helyettesítés elve, amelynek értelmében az azonos tengelyhez tartozó harmóniák egymással helyettesíthetők anélkül, hogy a zenei folyamatban betöltött funkciójuk megváltozna. A modell a tengely-helyettesítésen túl számos más zenei összefüggésre – pl. poláris viszonyok, pentatónia és diatónia kapcsolata – is rávilágít.
A tengelyrendszer és a klasszikus összhangzattan között nincs ellentmondás, a tengelyrendszer azonban kiegészíti és egységbe zárja a fokszámokon alapuló összhangzattani gondolkodást. 

## Díjai[4]
- Erkel Ferenc-díj (1972)
- a Művészeti Alap Nagydíja (1986)
- Széchenyi-díj (1992)

## Fordítás
- Ez a szócikk részben vagy egészben  az   Ernő Lendvai című eszperantó Wikipédia-szócikk ezen változatának fordításán alapul.  Az eredeti cikk szerkesztőit annak laptörténete sorolja fel. Ez a jelzés csupán a megfogalmazás eredetét és a szerzői jogokat jelzi, nem szolgál a cikkben szereplő információk forrásmegjelöléseként.